# 阿部博之
阿部 博之（あべ ひろゆき、1977年6月27日 - ）は、日本の男性総合格闘家。神奈川県横浜市出身。KO-NA GYM主宰。

## 来歴
2005年4月9日、プロ柔術Gi-06に出場。Giガロ級JAPAN CUP・1回戦で塩田"GOZO"歩と対戦し、片羽絞めによる一本負けを喫した。
2006年8月13日、第6回東日本アマチュア修斗選手権・フライ級（-52kg）で優勝。9月24日、第13回全日本アマチュア修斗選手権・フライ級に出場。1回戦・準決勝を一本勝ちで勝ち抜くと、決勝で伊藤淳二にTKO勝ちを収め優勝した。
2006年11月30日、プロ修斗デビュー戦で池田"三男"博之と対戦し、スリーパーホールドで一本勝ちを収めた。
2007年2月18日、第4回東日本修斗グラップリングオープントーナメント・バンタム級に出場。決勝で田原しんぺーに11-0のポイント勝ちを収め優勝した。
2007年6月30日、修斗新人王トーナメント・フライ級1回戦で田原しんぺーと対戦。当初は右目尻カットによるドクターストップで敗北と裁定されたものの、阿部陣営の提訴により検証したところバッティングによるカットだったとして3-0のテクニカル判定勝ちに裁定が変更された。10月20日、準決勝で吉田朋彦と対戦し、スリーパーホールドで一本勝ち。12月8日、決勝で池田"三男"博之と1年ぶりに再戦し、ペダラーダを受けタオル投入によるTKO負けとなり新人王獲得はならなかった。
2010年7月19日、修斗世界フライ級王者ランバー・ソムデートM16に挑戦。グラウンド状態でランバーが下から繰り出したパンチを受け左目を負傷し、ドクターストップによるTKO負けを喫し王座獲得に失敗した。
2010年12月、所属先をファイティングアカデミー ドラゴンテイルに変更した。
2011年8月7日、パンクラスのフライ級初代王者決定トーナメント1回戦で江泉卓哉に腕ひしぎ十字固めにより一本勝ち。12月3日の決勝で砂辺光久と対戦し、TKO負けを喫し王座獲得に失敗した。
2015年11月1日、PANCRASE 271のストロー級キング・オブ・パンクラス決定戦で砂辺光久と再戦し、判定負けを喫し王座獲得に失敗した。

## 戦績

### プロ総合格闘技
| 総合格闘技 戦績 | 総合格闘技 戦績 | 総合格闘技 戦績 | 総合格闘技 戦績 | 総合格闘技 戦績 | 総合格闘技 戦績 | 総合格闘技 戦績 |
| --------------- | --------------- | --------------- | --------------- | --------------- | --------------- | --------------- |
| 23 試合         | (T)KO           | 一本            | 判定            | その他          | 引き分け        | 無効試合        |
| 13 勝           | 0               | 7               | 6               | 0               | 1               | 0               |
| 9 敗            | 5               | 2               | 2               | 0               | 1               | 0               |

| 勝敗 | 対戦相手                | 試合結果                            | 大会名                                                                                            | 開催年月日     |
| △    | 村元友太郎              | 5分2R終了 判定1-0                   | DEEP 78 IMPACT                                                                                    | 2017年3月18日  |
| ×    | 小島壮太                | 2R 4:59 フロントチョーク            | DEEP 76 IMPACT 【DEEPストロー級初代王者決定GP 1回戦】                                             | 2016年6月26日  |
| ×    | 砂辺光久                | 5分5R終了 判定1-2                   | PANCRASE 271 【ストロー級キング・オブ・パンクラス決定戦】                                         | 2015年11月1日  |
| ○    | 宇都木正和              | 5分3R終了 判定3-0                   | PANCRASE 269 【ライトフライ級初代王者決定戦・進出トーナメント決勝戦】                             | 2015年8月9日   |
| ○    | 江泉卓哉                | 5分3R終了 判定2-1                   | PANCRASE 264 【ライトフライ級王者決定トーナメントBブロック】                                      | 2015年2月1日   |
| ○    | 北方大地                | 5分3R終了 判定2-1                   | PANCRASE 大阪大会                                                                                 | 2014年12月21日 |
| ×    | 武蔵幸孝                | 2R 5:00 TKO（ドクターストップ）     | PANCRASE 261                                                                                      | 2014年10月5日  |
| ○    | 宇都木正和              | 2R 2:18 チョークスリーパー          | PANCRASE 253                                                                                      | 2013年11月3日  |
| ×    | 田原しんぺー            | 1R 0:40 TKO（右フック→パウンド）    | PANCRASE 248 【フライ級次期タイトル挑戦者決定戦】                                                 | 2013年6月30日  |
| ○    | 木内崇雅                | 5分3R終了 判定3-0                   | PANCRASE 2012 PROGRESS TOUR                                                                       | 2012年11月10日 |
| ×    | 正城ユウキ              | 5分3R終了 判定0-3                   | 修斗                                                                                              | 2012年7月16日  |
| ×    | 砂辺光久                | 3R 4:10 TKO（グラウンドパンチ）     | PANCRASE 2011 IMPRESSIVE TOUR 【フライ級王者決定トーナメント 決勝】                               | 2011年12月3日  |
| ○    | 江泉卓哉                | 1R 4:19 腕ひしぎ十字固め            | PANCRASE 2011 IMPRESSIVE TOUR 【フライ級初代王者決定トーナメント 1回戦】                          | 2011年8月7日   |
| ○    | 石井拓麻                | 2R 2:11 チョークスリーパー          | PANCRASE 2011 IMPRESSIVE TOUR                                                                     | 2011年4月3日   |
| ×    | ランバー・ソムデートM16 | 1R 4:31 TKO（ドクターストップ）     | 修斗 The Way of SHOOTO 04 〜Like a Tiger, Like a Dragon〜 【修斗世界フライ級チャンピオンシップ】  | 2010年7月19日  |
| ○    | ATCHアナーキー          | 5分3R終了 判定3-0                   | 修斗 The Way of SHOOTO 〜Like a Tiger, Like a Dragon〜                                            | 2010年1月23日  |
| ×    | 吉岡広明                | 2R 3:08 フロントスリーパーホールド  | 修斗 龍争虎闘 -Kitazawa Shooto 2009- Vol.2                                                        | 2009年9月4日   |
| ○    | 春崎武裕                | 1R 1:35 スリーパーホールド          | 修斗 龍争虎闘 -Kitazawa Shooto 2009- Vol.1                                                        | 2009年5月20日  |
| ○    | 澤田健壱                | 1R 4:13 腕ひしぎ十字固め            | 修斗                                                                                              | 2008年6月26日  |
| ×    | 池田"三男"博之          | 2R 1:25 TKO（タオル投入：蹴り上げ） | 修斗 【新人王決定トーナメント フライ級 決勝】                                                     | 2007年12月8日  |
| ○    | 吉田朋彦                | 2R 4:11 スリーパーホールド          | 修斗 SHOOTING DISCO 3 〜エブリバディー ファイト ナウ〜 【新人王決定トーナメント フライ級 準決勝】 | 2007年10月20日 |
| ○    | 田原しんぺー            | 2R 0:42 テクニカル判定3-0           | 修斗 【新人王決定トーナメント フライ級 1回戦】                                                    | 2007年6月30日  |
| ○    | 池田"三男"博之          | 2R 3:56 スリーパーホールド          | 修斗                                                                                              | 2006年11月30日 |

### アマチュア総合格闘技
| 勝敗 | 対戦相手 | 試合結果                        | 大会名                                                  | 開催年月日    |
| ○    | 伊藤淳二 | 1R 1:10 TKO                     | 第13回全日本アマチュア修斗選手権大会【フライ級 決勝】   | 2006年9月24日 |
| ○    | 西崎雅史 | 2:51 ストレートアームバー       | 第13回全日本アマチュア修斗選手権大会【フライ級 準決勝】 | 2006年9月24日 |
| ○    | 中村潤   | 2:41 チキンウィングアームロック | 第13回全日本アマチュア修斗選手権大会【フライ級 1回戦】  | 2006年9月24日 |
| ○    | 室伏克哉 | 3分2R終了 47-44                 | 第6回東日本アマチュア修斗選手権大会【フライ級 決勝】    | 2006年8月13日 |
| ○    | 鍋島潤   | 4分1R終了 28-20                 | 第6回東日本アマチュア修斗選手権大会【フライ級 準決勝】  | 2006年8月13日 |
| ○    | 志田裕幸 | 4分1R終了 34-22                 | 第6回東日本アマチュア修斗選手権大会【フライ級 1回戦】   | 2006年8月13日 |

## 獲得タイトル
- 第6回東日本アマチュア修斗選手権 フライ級 優勝（2006年）
- 第13回全日本アマチュア修斗選手権 フライ級 優勝（2006年）
- 第4回東日本修斗グラップリングオープントーナメント バンタム級 優勝（2007年）